# Antenore Negri
Antenore Negri (Milano, 20 novembre 1898 – 9 febbraio 1970) è stato un siepista italiano.
Due volte campione italiano in questa specialità (nel 1924 e nel 1925), partecipò ai Giochi olimpici di Parigi 1924, ma non riuscì a qualificarsi per la fase finale.

## Palmarès
| Anno | Manifestazione  | Sede   | Evento           | Risultato     | Prestazione | Note |
| ---- | --------------- | ------ | ---------------- | ------------- | ----------- | ---- |
| 1924 | Giochi olimpici | Parigi | 3000 metri siepi | elim. qualif. | n/d         |      |

## Campionati nazionali
- 2 volte campione italiano dei 3000 metri siepi (1924 e 1925)

1920
- Argento ai campionati italiani assoluti, 5000 m piani - 16'16"0
- Argento ai campionati italiani assoluti, 1200 m siepi - 3'34"3/5
- Argento ai campionati italiani assoluti, staffetta 4x400 m

1921
- Argento ai campionati italiani assoluti di atletica leggera, 1200 m siepi - 3'31"3/5

1922
- Bronzo ai campionati italiani assoluti, 1200 m siepi - 3'32"2/5

1924
- Argento ai campionati italiani assoluti, 5000 m piani - 16'04"2/5
- Oro ai campionati italiani assoluti, 3000 m siepi - 10'11"3/5

1925
- Oro ai campionati italiani assoluti, 3000 m siepi - 10'22"3/5

1926
- Bronzo ai campionati italiani assoluti, 3000 m siepi - 10'41"4/5